# 井口阿くり
井口 阿くり（いのくち あくり、1871年1月12日（明治3年11月22日） - 1931年（昭和6年）3月26日）（通名:井口 あくり、本名:藤田 阿久利）は、日本の体育学者。女子体育の母・日本体育の母。
現在の秋田県秋田市南通亀の町出身。アメリカ留学後女子高等師範学校や日本体育会体操学校の教授を勤め、学校体育にスウェーデン体操を導入した。女子体育の先駆者で「日本女子体育の母」と呼ばれる。1911年（明治44年）藤田積造と結婚し藤田姓となる。

## 来歴

### 生い立ちと学生時代
1871年1月12日（明治3年11月22日）、秋田久保田城下亀ノ町廓に住む父井口糺（タダス）、母ミヱの間に9人兄弟の四女として出生。糺は戊辰戦争において久保田藩を勤王に導いた傑士で、大正天皇即位のおり従五位を追贈されている。出生名は「アグリ」といい、男児が欲しかったのに女児が生まれた際に「アグリ」と名付けると、次の子は男児が生まれるという迷信に従ったものであった。阿くり本人はアグリという響きが英語のugly（醜い）に似ていることから嫌っていた。
阿くりは8歳から田中町（現秋田市大町三丁目の一部）にあった田中女学校、もしくは隣接していた児玉女学院に通い、11歳ごろに秋田女子師範学校に入学したと考えられる。1884年（明治17年）15歳で同校中等師範科を卒業して、田中町の母校に勤務した。1885年（明治18年）9月秋田女子師範学校は高等師範科を新設。翌年3月には中等師範科を改組の上で高等師範科に統合し、女子教員養成部と改称して秋田師範学校と合併した。阿くりは同年5月秋田師範学校女子教員養成部高等師範科に入学する。15歳で卒業した師範学校に17歳で再入学したことになる。
1888年（明治21年）3月、秋田県尋常師範学校尋常師範科第二年級を修了すると、同級生の茂木チヱと共に秋田県知事から特撰生として推薦され、高等師範学校女子部に無試験で入学を許される。阿くりはチヱとともに勉学に勤しみ、首席次席を分け合っていたと伝えられる。二人の在学中、高等師範学校女子部は高等師範学校から分離し女子高等師範学校となった。また1891年（明治24年）阿くりは井口“阿久利”に改名した。秋田市役所が3月2日付けで願済字違訂正（戸籍に記載されている間違った内容を訂正する処理）を行っている。1892年（明治25年）、卒業にあたっては阿くりが女子高等師範学校附属小学校訓導、茂木チヱが秋田県尋常師範学校助教諭兼訓導として赴任することが決まる。阿くりは翌年には女子高等師範学校附属高等女学校助教諭となる。

### 欧化主義から良妻賢母へ
師範学校に再入学した1886年（明治19年）から、女子高等師範学校附属高等女学校の助教諭となる1893年（明治26年）までに、学校教育をめぐる情勢は大きく変化した。勤王士族の娘として教育を通じて国に奉職する道を選んだ阿くりは、自分より7、8歳若い女生徒に自分が受けたものとは異なった教育を授けることになる。
1885年（明治18年）12月22日、第1次伊藤内閣が組閣され初代文部大臣には森有礼が就任した。森は列強に伍する国民国家形成のため教育制度改革を矢継ぎ早に実施し、帝国大学を頂点とする階級的な学校制度を確立。さらに師範学校、中学校、小学校の男子生徒には兵式体操と呼称した軍事教練を導入する。これは自由民権運動によって動揺していた国内の治安維持と、帝政ドイツを範とした短期間での軍事力増強を目的とした政策であると同時に、教学聖旨以降元田永孚をはじめとする明治天皇側近によって進められた儒教主義教育に対抗する体育重視の方針を示すものだった。
心身の強化が求められた男子に対し、女子については欧米の婦人論・女子教育論が多数翻訳出版され、その理念や教育制度の受容について活発な議論が起こった。またキリスト教主義女学校が各地に設立されたことで、女子中等教育は欧米志向を中心に展開される。森文相は1886年（明治19年）官立のモデル校として東京高等女学校を新規独立させた。そこでは外国語や芸術教育が重視され、鹿鳴館外交を担う政府高官の夫人の養成、すなわち明治政府が推進する欧化主義を体現した教育が施された。さらに東京高等女学校の旧本校にあたる高等師範学校女子部でも欧化主義教育が取り入れられ、それは1890年（明治23年）まで続く。その講堂では舞踏会が催され、クリスマスには祝賀会が開かれた。

### 教師生活と海外留学
助教諭となって6年目の1897年（明治30年）、阿くりに転機が訪れた。山口で開校される私立毛利高等女学校の教員について、毛利公爵家が女子高等師範学校に人選を依頼したのである。毛利家の使者井上馨侯爵と面談した阿くりは教頭として奉職することになり、そこで年長の男性を含む十数名の教職員の監督と三十名余の女学生の教諭、さらに寄宿舎の舎監として生徒の生活全般にも責任を負った。
明治20年代後半から30年代前半は女子教育の転換期にあたる。文部省は1895年（明治28年）1月発布の高等女学校規定を通じて女子中等教育機関の運営面の基準を定めたが、それには女子をどのように教育すべきかという指針が明らかにされていなかった。
それまで高い教養を身につけることができたのは官立の華族女学校や女子高等師範学校、私立のキリスト教主義女学校などに学んだ有力者の子女だけであったが、細川潤次郎や西園寺公望らの政治家が直接女子教育に関わるとともに、成瀬仁蔵や津田梅子による女子大学設立の準備も始まり、中央においては女子高等教育の門戸が開きつつあった。一方で国家的見地からすれば、地方の有産階級にくまなく高い教育を施し富国強兵政策を推し進めることが急務とされていたが、当時女子は子どもを産み育て家庭を守るものとされており、地方社会においては特に強い抵抗にあった。しかし日清戦争の勝利に伴い欧米列強に伍することが次の国家目標とされると、それまで指針が明確でなかった女子中等教育は、男性社会を支え、強い日本人を産み育てる良妻賢母教育として結実する。阿くりが着任した私立毛利高等女学校は、まさに良妻賢母を校是とする女学校だった。
一方、女子高等師範学校では同年高嶺秀夫を学校長に迎え改革を図っていた。高嶺は1875年（明治8年）に伊沢修二、神津専三郎とともに文部省の第1回留学生としてアメリカに留学しペスタロッチ教授法を学んでおり、また体育にも関心を持っていたため女子体育を女高師で教授できる人材を求めていた。阿くりが山口で教鞭を執っている間、高嶺が文部省に阿くりの海外留学を働きかけたと考えられる。

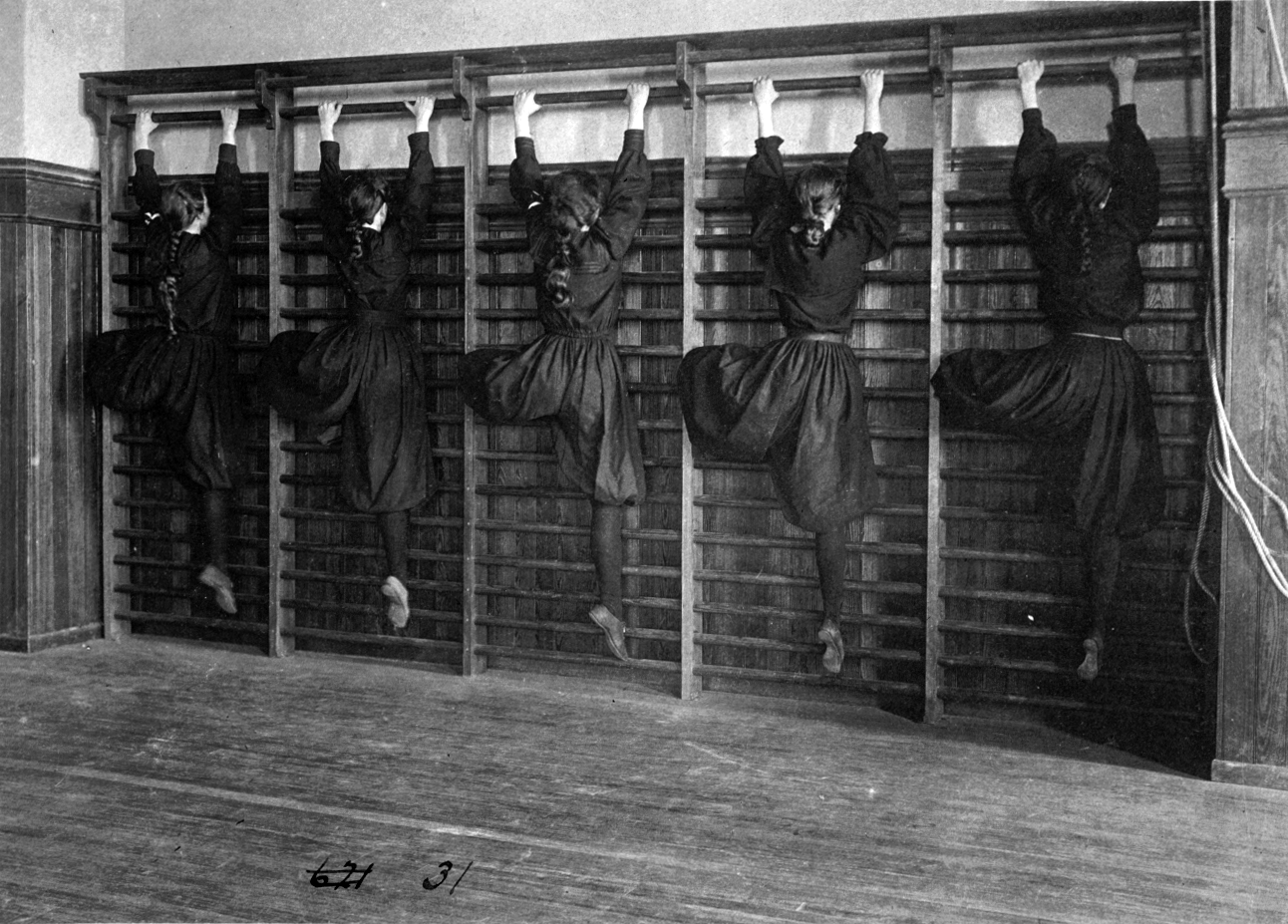
1899年アメリカ、ワシントンD.C.のウエスタン高校にて撮影された女子生徒の体操。肋木による懸垂はスウェーデン体操の代表的な運動である。井口阿くりがボストンで経験した体操もこれに酷似していたと考えられる。生徒が着用しているブルマースは公教育においては井口が日本に広めることとなる。

1899年（明治32年）5月、29歳の阿くりは文部省より教育学研究のため満3年間のアメリカ留学を命じられる。同年8月渡米。9月からマサチューセッツ州ノーサンプトンのスミス大学に入学。生理学と体育学を専攻した。翌年9月同大学の体育部長センダ・ベレンソン（スウェーデン王立中央体操学校に学んだ最初のアメリカ人女性）の勧めによりボストンのボストン体操師範学校に入学する。校長はエイミー・モーリス・ホーマンズ。アメリカにおいてスウェーデン体操の実践的指導を最初期に行った1人で、当時最も高いレベルで女子体育教師を養成していた。阿くりはここで体操科・医術体操科・運動理論学・舞踏・遊戯法を2年間、解剖学・生物学・競争運動術・体育実地法・心理学・教育学を1年間学んでいる。スウェーデン体操の指導者としてのみ強調されがちな阿くりだが、舞踏では全身運動としてのダンス（エセティック・ダンスと呼ばれた）をその開拓者であるメルビン・バロー・ギルバートから直接学び日本に持ち帰った。代表曲であるポルカセリーズ・ファウストなどは後進の二階堂トクヨ・三浦ヒロらによって継承されてゆく。また、遊戯としてバスケットボールを日本に紹介した。それは女子の運動に適した形で改良された女子ルールで、阿くりの教え子達によって全国の女学校に広まったと考えられる。1902年5月同校を卒業。首席を示す1902年度の級旗を与えられた。（ボストン体操師範学校は女子の学校であったが、1906年永井道明を留学生として受け入れる。1909年ウェルズリー女子大学に吸収合併されその体育部となった。）1902年7月、阿くりはハーバード大学のサマースクール（校長はダドリー・アレン・サージェント。スウェーデン体操のみならず、ドイツ体操・フランス・イギリスからも各運動の長所を取り込みアメリカ独自の体育計画の作成とサージェント・システムと呼ばれた科学的な裏付けを構築した）で体操の講習を受講。9月から11月までアメリカ東部主要都市を巡廻。このときフィラデルフィアで野口英世と面会している。ヨーロッパを経由し1903年（明治36年）2月に帰国した。

### 阿くりの体育論
待ち受けていた高嶺は女高師に国語体育専修科を新設し、帰国したばかりの阿くりを教授に任命した。さらに1903年（明治36年）3月15日には帝国教育会の主催で「女子の体育について」という演目で2時間の講演を行い、内容が同年5月発行の『教育公報』に掲載された。ここで阿くりは以下の所感を述べている。
1. 日本の教育界に女子体育振興の風潮が台頭していること。
2. 教育の真の目的は精神・身体両方の発達であって、女子体育においてはこれを男子にばかりまかせてはおけないこと。
3. 体育教育においては学校では主に体操・遊戯を管理し、衣食住・衛生面は主に家庭が管理する。学校と家庭はお互い協力するのが大事であること。
4. 体操の教授には選択する体操の種類よりも生徒と接する教師の技量がより重要であること。また男教師のみならず女教師もがんばらねばならないこと。
5. 女子を特別扱いしないこと。
6. 体操場の設備の改善。
7. 服装の改善（筒袖袴が望ましい）。
8. 女子体育に対する家庭の理解と協力（衣食住のうち食を重視すること。子供の発育について学校と連絡をとりあうこと）。
9. 女教師の奮起によって女生徒を教育し、日本の立派な国民をつくること。

また同年5月25日発行の雑誌『体育』114号にも「米国婦人の体育と体育所感」と題しアメリカの体育事情を記している。ここでは、1.アメリカでは小学校から高等教育に至るまで女子には男子と同一の普通体操、兵式体操、器械体操等を行わせていること。2.日本の女子体育では表情体操・唱歌遊戯・円舞方舞などが盛んに行われているが、あくまで体操での身体修練を第1に置くべきこと。3.体操には身体修練のみならず他の教科には持ち得ない精神教育上の価値があり、忍耐・勤勉・快活という心を養成する。特に日本の女子は従順・貞節という点では比類ないが、快活・決断力に乏しいため体操遊戯によって修養すべきことなどを挙げている。
同年同月、修業2ヵ年とする女高師国語体育専修科に21名の女生徒が入学。日本において女子体育教師の養成が本格的に始まった。阿くりは以後8年間、4期合計で88人の卒業生を世に送り出した。彼女の指導はそれまでの普通体操に慣れた人の目からは厳しく映ったと考えられる。それまでの体操と体育をとりまく情勢を以下に概観する。

### 学校体育の情勢と日露戦争
1885年（明治18年）初代文部大臣となった森有礼は富国強兵政策を教育面から推進した。それまで「歩兵操練」と呼ばれた初歩的な軍事教練を「兵式体操」と呼称し学校令を通じて中学校、師範学校の男子に適用。小学校でも「隊列運動」として制度的に位置付けし確立すると、体操伝習所も翌年廃止され、引き継いだ高等師範学校校長には陸軍歩兵大佐山川浩が任命された。しかし森の兵式化教育はその教員となるべき高等教育を受けた軍人を多数必要としたため、末端の学校まで行き渡らなかった。陸軍には教育面に人材を投入できる余力が無かったのである。さらに体操伝習所が伝えた「普通体操」も明治30年代には形骸化し、武道復興の動き、遊戯・舞踊の発達など体育として扱われる運動の幅が広がると、現場の校長・教師達は自己の判断で体操を取捨選択し始める。学校令で定められているにも関わらず教科としての体操を行わない学校もあった。スウェーデン体操が学校教育に登場するのはこうした時期だった。
日本の文献にスウェーデン体操が現れるのは東京帝国大学初代医学部長の三宅秀が1884年（明治17年）に著した『治療通論』が初めとされる。その後1901年にはイギリスからエリザベス・フィリップス・ヒュースが来日し、講演の中で女子体育に適した体操であると推奨する。さらに1900年ボストンから医師川瀬元九郎が帰国。日本体育会体操学校において生理学・解剖学を教授するとともにスウェーデン体操の指導と奨励にあたり、1902年（明治35年）には『瑞典式教育的体操法』『瑞典式体操』を著し本格的な紹介を行った。これらの著書はアメリカにおける第一人者、ニルス・ポッセとハルトヴィグ・ニッセンの体操書の影響を受けており、阿くりのものとは系統は異なるもののスウェーデン体操の理論的な根拠となった。
しかしスウェーデン体操の登場は現場の混乱をさらに深めた。1904年（明治37年）10月、文部省は8名（委員長澤柳政太郎、委員高島平三郎・川瀬元九郎・可児徳・井口阿くり・波多野貞之助・坪井玄道・三島通良）の体操遊戯取調委員を任命し現状分析にあたるとともに、その対策を翌年11月「体操遊戯調査委員報告」として纏めた。この報告でスウェーデン体操は大体において採用すべきものとされたが、普通体操を「各個演習」（スウェーデン体操）と「連続演習」（スウェーデン体操と従来の普通体操との併用）に分け、選択の自由を認めたため学校体操を統一することは出来なかった。
この年はまた日露戦争開戦の年でもあった。日露戦争はそれまでの文部省と帝国陸軍の体育教育をめぐる関係を大きく変えた。戦争の拡大に伴い兵の低年齢化が余儀なくされると、即戦力としてまず身体面で“戦える”青年が必要となった。そこでこれまでの文部省から陸海軍へという流れが逆転し、陸海軍が文部省に対し学生に“実際的な”教練を行うよう強く要求したのである。しかし既存の兵式体操では効果は薄く、新しい体操を構築し早急に全国に広めるためには理論・実践のみならず思想面でも強固な人物に指導されねばならない。そこで文部省が選んだ人物が永井道明だった。永井は1905年（明治38年）11月、3年余の米欧留学に出発した。

### 阿くりの著書

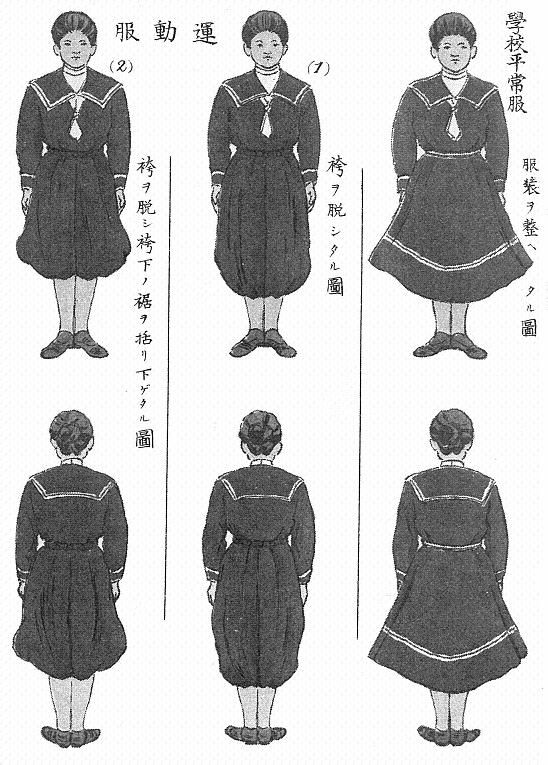
阿くりが考案した平常服と運動服『体育之理論及実際』より

1906年（明治39年）7月、井口阿くり・可児徳・川瀬元九郎・高島平三郎・坪井玄道の共著で『体育之理論及実際』（國光社）が発表された。これは末端の体育教師にむけてのテキストで前年の体操遊戯調査委員報告の内容が図解つきで解説されている。阿くりはここで女子学生に対し上衣をセーラー式、下衣を膝下までのブルマースとした体操服を推奨している。また同年8月、阿くりは単独で『各個演習教程』（元元堂書房）を出版しさらに詳細な説明を試みた。この『各個演習教程』は第4版まで版を重ね異例のベストセラーとなった。女性知識人として有名になった阿くりは一部から誹謗中傷を受けるが、講演会や記事からは意に介する様子は見られない。以下に各個演習教程の一部を抜粋する。
各個演習の一例
|                  | （尋常小学校第3学年相当の教程） | （尋常小学校第3学年相当の教程）                         | （尋常小学校第4学年相当の教程） | （尋常小学校第4学年相当の教程）                                                                        |
| 演習の順序       | 姿勢及運動                      | 号令                                                    | 姿勢及運動                      | 号令                                                                                                   |
| 運動準備         | 直立 足先の開閉                 | 「足先をあはせーあはせ、足先をーひらけ 1、2、…1、やめ」 | 上翼直立 挙踵                   | 「手を首にあげーあげ踵をあげーあげ踵をーおろせ 1、2、…1、やめ なおれ」                                 |
| 第1 首及胸の運動 | 直立 頭の後屈                   | 「頭を後にまげーまげ、頭をーおこせ 1、2、…1、やめ」     | 下翼閉塞直立 頭の後屈           | 「手をー腰 足尖をあはせーあはせ あげ踵をあげーあげ 頭をーおこせ 1、2、…1、やめ 足尖をーひらけ なおれ」 |
| 第2 上肢の運動   | 直立 手を腰に取る               | 「手を腰にあげーあげ 手をーおろせ 1、2、…1、やめ」      | 直立 肘の上伸                   | 「肘を上にのばせーのばせ 1、2、…1、やめ なおれ」                                                       |
| …                |                                 | …                                                       |                                 | … |
| 第9 呼吸運動     | 直立 肘の側挙                   | 「肘を左右にあげーあげ 肘をーおろせ 1、2、…1、やめ」    | 直立 肘の側上拳                 | 「肘を左右より上にあげーあげ 肘をーおろせ 1、2、…1、やめ」                                             |

- 西村絢子 『体育に生涯をかけた女性 -二階堂トクヨ-』 杏林書院、1983年 p69より一部引用。

『各個演習教程』では小学校の部として第1から第90教程が、高等女学校の部・師範学校の部として第61から第140教程が作成された。教師は生徒の進行具合に合わせて各運動ごとに教程を選択できた。また、附録として体操摘要があり、そこでは1.体操科の目的、2.体操演習の基本的形式、3.基本姿勢、4.体操演習の種類、5.各個演習教程の編成法、6.姿勢及び運動の進度標準、7.各個演習教授上の注意、が詳細に解説されている。阿くりはこの『各個演習教程』において当時最新の体操法を全国に広め、女子・男子を通じた体育教育における第一人者となった。

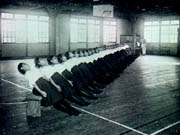
1910年女子高等師範学校国語体育専修科第4期生による梁木体操。井口阿くりが女高師で最後に教えた生徒たち。画面奥には大きな鏡が設置してあり、バスケットボールのリングも見える

### 女高師退職とその後
阿くりは1909年（明治42年）に宮内省御用掛となって皇女2人に体操の指導をした。同年2月、永井道明が海外留学から帰国し高等師範学校・女子高等師範学校の教授となる。「最新の」スウェーデン体操を本場スウェーデン国立中央体操学校で1年学んだ永井に対し、アメリカから学び言わば「アメリカ流の」体操を教授している阿くりの立場は急速に弱くなってゆく。結局この年の4月に迎えた第4期生を最後に、1911年（明治44年）7月女高師を退職する。後を託したのは着任したばかりの二階堂トクヨだった（二階堂は翌年海外留学を果たすが、帰国後永井との確執が生じる）。
同年同月テニスの観戦中に知り合った藤田積造と結婚。このとき阿くりは41歳、藤田は32歳だった。同年11月積造の仕事によりサンフランシスコに渡るが2年足らずで帰国。1914年（大正3年）には台湾に渡り、積造は台北銀行に就職。阿くりは私立静修女学校の教頭となるがここでも生活が苦しくなり1920年（大正9年）帰国。翌年東京市明治小学校の首席訓導となるが半年で辞職。1922年9月、三井物産欧州総監督だった瀬古孝之助の要望で娘の家庭教師としてロンドンに渡る。ロンドンでの生活は女高師時代以来の快適なものだった。1924年10月帰国。1925年（大正14年）4月から東京高等実習女学校（昭和38年現青蘭学院に吸収合併される）の校長となる。この学校は女高師時代の教え子だった茂木ゲンが、創立準備中の家政女学校を阿くりに献上したものである。1931年（昭和6年）3月26日、学校からの帰宅途中に脳溢血となり逝去。享年61（満60歳寂）。病気がちだった夫積造は1946年（昭和21年）68歳で亡くなっている。

## 関連書籍
- 西村絢子 『体育に生涯をかけた女性 -二階堂トクヨ-』 杏林書院、1983年。
- 岸野雄三・竹之下休蔵 『近代日本学校体育史』 日本図書センター、1983年。
- 能勢修一 『明治期学校体育の研究 -学校体操の確立過程-』 不昧堂出版、1995年。
- 大道等、頼住一昭編著 『近代武道の系譜』 杏林書院、2003年。
- 木下秀明 『兵式体操からみた軍と教育』 杏林書院、1982年。
- 永井道明先生後援会 『遺稿 永井道明自叙伝』 大空社、1988年。

## 関連文献
- 木村吉次 「近代日本の体育思想 19 井口あくり」『体育の科学』 体育の科学社、第16巻第1号、1966年。
- 木村吉次 「川瀬元九郎とH・ニッセンの体操書」『中京体育学論叢』 中京大学学術研究会、第13巻第1号、1971年。
- 輿水はる海 「井口阿くり考 -外国留学生報告書をめぐって-」『お茶の水女子大学人文科学紀要』 お茶の水女子大学、第29巻第2号、1976年。
- 木村吉次 「近代日本の体育思想 8 森有礼」『体育の科学』 体育の科学社、第14巻第11号、1964年。

## 関連する作品
- はね駒（昭和61年） - NHK連続テレビ小説。第129回で主人公の新聞記者・小野寺りんが井口阿くり（井口あぐりとして登場）のもとを訪ね、スウェーデン体操について取材する場面がある[1]。